# Флеминг, Эрик (актёр)
Э́рик Фле́минг (англ. Eric Fleming; 4 июля 1925, Санта-Пола, Калифорния — 28 сентября 1966, Тинго-Мария, Уануко) — американский актёр театра, кино и телевидения. Наиболее запомнился зрителю исполнением роли Гила Фэвора в телесериале «Сыромятная плеть» (1959—1965).

## Биография
Эдвард Хедди-младший (настоящее имя актёра) родился 4 июля 1925 года в городе Санта-Пола (Калифорния, США). Его отца звали Эдвард, мать — Милдред, он был единственным ребёнком в семье. Мальчик родился с косолапостью, поэтому передвигался на костылях. Это раздражало отца, который поэтому часто бил ребёнка. В восьмилетнем возрасте Эдвард пытался убить его из пистолета, но оружие заклинило. Вскоре после этого случая мальчик ушёл из дома. Жил сначала в Лос-Анджелесе, потом перебрался в Чикаго, где прибился к гангстерам. В одиннадцатилетнем возрасте был ранен в бандитской перестрелке, попал в больницу, откуда после выписки его домой забрала приехавшая мать, недавно оформившая развод. Подросток пошёл в школу, но вскоре бросил её, так как в стране царила Великая депрессия. Эдвард сменил несколько работ и наконец поступил на службу в Торговый флот США, откуда в 1942 году перевёлся в Военный флот. Служил в Военно-морском конструкторском батальоне, был так называемой «Морской пчелой».
Проиграл пари, что сможет поднять стальной блок весом 91 килограмм, и так неудачно, что сильно повредил лицо. Юноше понадобились услуги пластического хирурга, который восстановил ему лоб, нос и челюсть. До этого случая сам Эдвард считал себя «уродливым», а случившееся позднее назвал «замечательным балансом ценностей».
После окончания войны Эдвард вернулся в Paramount Pictures, где до армии подрабатывал строителем, грузчиком и плотником. Там он заключил ещё одно пари, с начинающим актёром, что пройдёт прослушивание на роль лучше него, не имея никакого соответствующего образования. Эдвард проиграл и в этот раз, 100 долларов (больше 1300 долларов в ценах 2020 года), практически всё, что у него на тот момент было. Решив, что «актёрское мастерство отобрало у меня 100 долларов, так оно же мне их и вернёт», он начал по вечерам посещать актёрские курсы. В итоге с 1950 года стал появляться на бродвейских подмостках, с 1951 года сниматься в телесериалах и телефильмах, в 1955 году состоялся дебют актёра на широком экране. Актёрским псевдонимом себе Эдвард выбрал Эрик Флеминг.
В 1958 году Флеминг прошёл кастинг на одну из главных ролей в сериале «Сыромятная плеть». Он оказался очень успешным, актёр сыграл в 202 его эпизодах на протяжении шести лет. Также Флеминг выступил сценаристом к двум эпизодам этого сериала. За эту роль он четырежды получал премию «Наследие вестерна» от Национального музея ковбоев и вестернов в 1961, 1962, 1964 и 1965 годах. За год съёмок в «Сыромятной плети» Флеминг получал 220 000 долларов (более 1 930 000 долларов в ценах 2020 года).
В 1966 году Флеминг подписал контракт на съёмки в эпизоде «Высокие джунгли» телесериала «Отправляемся повидать Волшебника». Съёмки должны были длиться полтора месяца и проходили в Перу, в регионе Уануко, близ города Тинго-Мария. 28 сентября Флеминг с другим актёром сериала, Нико Минардосом, сплавлялся в каноэ по реке Уальяга. Их лодка перевернулась, Минардос смог доплыть до берега, а Флеминг утонул, его тело было найдено три дня спустя.
Эрик Флеминг никогда в браке не состоял, но на момент гибели у него в Калифорнии осталась невеста по имени Линн Гарбер.

## Бродвейские работы
- 1950 — Башня за гранью трагедии / The Tower Beyond Tragedy — королевский стражник
- 1951—1952 — Лагерь для военнопленных № 17 / Stalag 17
- 1953—1954 — Три моих ангела / My Three Angels — лейтенант
- 1954 — Портрет леди / Portrait of a Lady — Каспар Гудвуд
- 1955—1957 — Трудно быть сержантом / No Time for Sergeants

## Избранная фильмография

### Широкий экран
- 1955 — Покорение космоса / Conquest of Space — капитан Барни Мерритт
- 1958 — Королева космоса / Queen of Outer Space — капитан Нил Паттерсон
- 1959 — Проклятие мертвецов[англ.] / Curse of the Undead — проповедник Дэн
- 1966 — Лодка со стеклянным дном[англ.] / The Glass Bottom Boat — Эдгар Хилл

### Телевидение
- 1956 — Шоу Фила Сильверса[англ.] / The Phil Silvers Show — разные роли (в 3 эпизодах)
- 1958 — Студия Один[англ.] / Studio One — Джейс Фэрроу (в эпизоде The Strong Man)
- 1959—1965 — Сыромятная плеть / Rawhide — Гил Фэвор, старший перегонщик скота[англ.] (в 202 эпизодах[англ.])
- 1966 — Бонанза / Bonanza — разные роли (в 3 эпизодах)